# 黑马先蒿
黑马先蒿（学名：Pedicularis nigra）是列当科马先蒿属的植物，是中国的特有植物。分布于中国大陆的云南、贵州等地，生长于海拔1,100米至2,300米的地区，一般生长在荒草坡中，目前尚未由人工引种栽培。
其种加词“nigra”意为“黑色的，暗色的”。

## 异名
- Pedicularis collettii var. nigra Bonati
- Pedicularis nigra (Bonati) Vaniot
- Pedicularis tongtchouanensis Bonati